# Oulad Khallouf
Oulad Khallouf (en àrab أولاد خلوف, Ūlād Ḫallūf; en amazic ⵡⵍⴰⴷ ⵅⵍⵍⵓⴼ) és una comuna rural de la província d'El Kelâa des Sraghna, a la regió de Marràqueix-Safi, al Marroc. Segons el cens de 2014 tenia una població total de 8.605 persones.